# كريستينا غونزاليس راموس
كريستينا غونزاليس راموس (بالإسبانية: Cristina González Ramos) مواليد 6 أغسطس 1983، هي لاعبة كرة يد إسبانية تلعب كحارس مرمى. مثلت منتخب إسبانيا لكرة اليد للسيدات. حققت المركز الثاني في بطولة أوروبا لكرة اليد للسيدات 2008.

## سجل المنافسة
شاركت في البطولات التالية:
- بطولة العالم لكرة اليد للسيدات 2011
- بطولة العالم لكرة اليد للسيدات 2013
- بطولة أوروبا لكرة اليد للسيدات 2012

## الميداليات
| الميدالية | المسابقة                            |
| --------- | ----------------------------------- |
| برونزية   | بطولة العالم لكرة اليد للسيدات 2011 |
| فضية      | بطولة أوروبا لكرة اليد للسيدات 2008 |